# Heimlich & Co
Heimlich & Co werd oorspronkelijk uitgebracht door Edition Perlhuhn en is een gezelschapsspel voor 2 tot 7 spelers. Het spel was in 1986 de winnaar van Spiel des Jahres. Auteur is Wolfgang Kramer. In het Nederlands werd het spel uitgebracht onder de naam Safe & Partners en later onder CIA.

## Geschiedenis
Het spel werd bedacht door Wolfgang Kramer en had oorspronkelijk een Duitstalige titel: Heimlich & Co. In 2001 kreeg het spel een nieuwe look. Men veranderde de naam naar CIA genoemd naar de geheime dienst van de Verenigde Staten CIA. De spelregels bleven hetzelfde hoewel er wel de variant Top Secret werd toegevoegd.

### Uitgevers
Doorheen de jaren werd het spel door verschillende firma's uitgegeven met steeds een andere vormgever.
| Uitgever         | Jaartal uitgave | Vormgever              |
| ---------------- | --------------- | ---------------------- |
| Edition Perlhuhn | 1984            | Matthias Wittig        |
| Ravensburger     | 1986            | Dietrich Lange         |
| Amigo Spiele     | 2001            | Oliver Freudenreich    |
| 999 Games        | 2006            | geen nieuwe vormgeving |

### Prijzen
- Goldenen Pöppel in 1985 & 1986
- Spiel des Jahres in 1986
- Schweizer Spielepreis in 2002 in de categorie Familiespelen

## Doel van het spel
De firma Heimlich & Co heeft een nieuwe brandkast ontwikkeld. De spelers verzamelen zo veel mogelijk details van het constructieplan. Wie als eerste alle 41 inlichtingen ontdekt, wint dit spel.

## Spelprincipe
Het spelbord toont een stad met tien huizen, een ruïne en een kerk. Elke speler krijgt geheim een spelfiguur toegewezen. De spelfiguren bewegen langs de huizen, en in elk huis zijn een verschillend aantal details te vinden.

De spelers mogen alle figuren bewegen. Omdat de spelfiguren geheim zijn toegewezen weet niemand welke kleur de andere spelers vertegenwoordigen. Het is dus zaak je bedoelingen en dus je kleur zo lang mogelijk geheim te houden.

In een van de huizen bevindt zich de kluis. Als een van de pionnen op de kluis landt volgt er een waardering. Nu worden op de scorelijst op de buitenzijde van het spelbord de scores bijgehouden. Elke kleur gaat zoveel vooruit als het nummer vermeld op het huis waar de pion zich bevindt. Maar wie zich in de ruïne bevindt heeft pech: hij verliest drie inlichtingen. Na de waardering wordt de kluis in een ander huis geplaatst en het spel gaat verder.

De kleur die als eerste 41 punten scoort, wint het spel. De spelers tonen nu hun kleur en nu pas wordt duidelijk wie het spel gewonnen heeft.

## Strategie of geluk
Bij dit spel heb je een flinke dosis bluf nodig. Het komt erop aan je bedoelingen zo lang mogelijk geheim te houden om dan plots toe te slaan.

## Gevorderden
In deze versie moet je proberen te ontdekken wie met welke kleur speelt. Op een bepaald moment (als de eerste kleur meer dan 28 punten heeft verzameld) moet je je vermoedens opschrijven. Voor elk vermoeden dat achteraf juist blijkt krijg je vijf inlichtingen extra. Het is dus niet zeker dat degene die als eerste de finish haalt ook het spel wint.

### Variant
Het is mogelijk om het spel met de variant Top Secret te spelen. Bij het spel zit nog een stapel Top Secret-kaarten. Wanneer een speler nu 1-3 gooit, kan hij kiezen om één, twee of drie stappen te zetten of hij kan een kaart nemen. Deze leest hij en legt ze gedekt voor zich of speelt ze meteen. Hij mag maximum 3 kaarten voor zich hebben liggen. Hij mag deze kaarten op ieder gewenst moment spelen. Op deze kaart staan enkele voordelen voor de speler. Nu wordt het mogelijk om de telronde uit te stellen wanneer men de agent in het gebouw van de kluis een gebouw terug zet. De gebruikte kaarten moeten op de aflegstapel gelegd worden.